# Adolfo Casais Monteiro
Adolfo Vitor Casais Monteiro, conosciuto come Adolfo Casais Monteiro (Porto, 4 luglio 1908 – San Paolo, 23 luglio 1972) è stato un poeta, scrittore, critico letterario e traduttore portoghese.

## Biografia
Nato a Porto da famiglia borghese, colta e liberale, Adolfo Casais Monteiro studiò storia e filosofia all'Università di Porto, dove fu alunno del filosofo Leonardo Coimbra, dal quale fu influenzato, al pari di altri intellettuali portoghesi della stessa generazione.
Con lo stesso Leonardo Coimbra e Sant'ana Dionísio, condivise per un periodo la direzione dell'importante rivista culturale A Águia.
Entrò a far parte della direzione di un'altra importante rivista, Presença, all'inizio degli anni 1930, subentrando a Branquinho da Fonseca, per proseguire in queste vesti fino al 1940, anno di estinzione della rivista, la quale è considerata il principale organo di diffusione del cosiddetto «secondo» modernismo portoghese.
Debutta come poeta nel 1929 col libro Confusão.
Come critico letterario, il suo esordio avviene nel 1933 con Considerações Pessoais, mentre uno dei fattori del suo successo e della sua importanza nel contesto culturale portoghese e lusofono fu senza dubbio il suo lavoro nei campi dell'edizione, della traduzione e dello studio dell'opera di Fernando Pessoa.
Nel 1942, Casais Monteiro pubblica la prima e fortunata antologia postuma di poesie di Fernando Pessoa, col quale aveva collaborato nel contesto della rivista Presença e dal quale aveva ricevuto la famosa «lettera sulla genesi degli eteronimi», datada 13 gennaio 1935 (con un post scriptum in data successiva). In questa lettera, Pessoa, pochi mesi prima di morire, spiegò - non senza ricorrere all'uso della finzione, come dimostrerà la critica pessoana in seguito - come e quando "nacquero" i suoi eteronimi. Si tratta di uno dei documenti più importanti dell'opera pessoana e della letteratura portoghese.
Nel 1954, Casais Monteiro si autoesilia in Brasile, a causa del suo desiderio di libertà, frustrato dal regime dell'Estado Novo di António Salazar, nel contesto del quale fu diverse volte arrestato e gli fu impedito di esercitare la professione di insegnante, iniziata nel 1934 presso il Liceo Rodrigues de Freitas di Porto. Di ideali politici democratici, liberali e socialdemocratici, Casais Monteiro non si rispecchiava nell'opposizione comunista e marxista al regime salazarista. Preferì, appunto, l'esilio, piuttosto che l'aderenza al regime o alla sua principale forza di opposizione. Non tornerà più in Portogallo.
In Brasile, collabora con vari giornali e diverse università, stabilendosi nel 1962 come professore di Teoria della Letteratura presso l'Università di San Paolo.
Sposatosi con Maria Alice Pereira Gomes, ebbe da questa un figlio, João Paulo Gomes Monteiro, che fu professore e filosofo.
Il 10 giugno 1992 gli fu attribuita, postuma, la Gran Croce dell'Ordine della Libertà del Portogallo.

## Opere (lista parziale)
- Confusão (1929)
- Considerações Pessoais (1933)
- Fernando Pessoa e a Crítica (1952)
- Fernando Pessoa - O Insincero Verídico (1954)